# Tatizaur
Tatizaur (Tatisaurus oehleri) – dinozaur z rodziny scelidozaurów.
Żył w okresie wczesnej jury (ok. 200-185 mln lat temu) na terenach Azji. Długość ciała ok. 1,2 m, wysokość ok. 40 cm, masa ok. 4 kg. Jego szczątki znaleziono w Chinach (prowincja Junnan).
Przypuszcza się, że jego grzbiet mógł być pokryty kostnymi płytkami. Nazwa dinozaura powstała od nazwy miejscowości, w której odnaleziono jego szczątki (Ta-ti).